# Léo Jardim
Leonardo César Jardim (Ribeirão Preto, São Paulo, Brasil, 20 de marzo de 1993), conocido como Léo, es un futbolista brasileño. Juega de guardameta y su equipo es el C. R. Vasco da Gama del Campeonato Brasileño de Serie A.

## Trayectoria
Formado en el Olé Brasil Futebol Clube de São Paulo, llamó la atención del Grêmio de Porto Alegre, quienes ficharon al portero en 2012 y llegó a ser parte del primer equipo en 2014. Fue parte del plantel que ganó la Copa Libertadores de 2017.
Fue enviado a préstamo al Rio Ave de Portugal en la temporada 2018-19. En el club jugó 37 encuentros en total.
El 13 de julio de 2019 se confirmó la llegada del portero brasileño al Lille O. S. C. de Francia. FIrmó un contrato por cinco años.
Después de una temporada en Francia, el 1 de septiembre de 2020 regresó a Portugal tras ser cedido al Boavista F. C.

## Selección  nacional
Fue internacional con la selección sub-20 de Brasil entre 2015 y 2016.

## Estadísticas
Actualizado al último partido disputado el 8 de diciembre de 2024.
| Club | Div.          | Temporada     | Liga  | Liga  | Estatal(1) | Estatal(1) | Copas nacionales(2) | Copas nacionales(2) | Copas internacionales(3) | Copas internacionales(3) | Total | Total |
| Club | Div.          | Temporada     | Part. | Goles | Part.      | Goles      | Part.               | Goles               | Part.                    | Goles                    | Part. | Goles |
| --- | ------------- | ------------- | ----- | ----- | ---------- | ---------- | ------------------- | ------------------- | ------------------------ | ------------------------ | ----- | ----- |
| Grêmio F-B. P. A. · Brasil | 1.ª           | 2016          | 3     | 0     | 0          | 0          | 1                   | 0                   | 0                        | 0                        | 4     | 0     |
| Grêmio F-B. P. A. · Brasil | 1.ª           | 2017          | 5     | 0     | 4          | 0          | 0                   | 0                   | 0                        | 0                        | 9     | 0     |
| Grêmio F-B. P. A. · Brasil | Total club    | Total club    | 8     | 0     | 4          | 0          | 1                   | 0                   | 0                        | 0                        | 13    | 0     |
| Rio Ave F. C. Portugal | 1.ª           | 2018-19       | 33    | 0     | —          | —          | 5                   | 0                   | —                        | —                        | 38    | 0     |
| Rio Ave F. C. Portugal | Total club    | Total club    | 33    | 0     | 0          | 0          | 5                   | 0                   | 0                        | 0                        | 38    | 0     |
| Lille O. S. C. "II" Francia | 4.ª           | 2019-20       | 1     | 0     | —          | —          | —                   | —                   | —                        | —                        | 1     | 0     |
| Lille O. S. C. Francia | 1.ª           | 2019-20       | 0     | 0     | —          | —          | 3                   | 0                   | 1                        | 0                        | 4     | 0     |
| Boavista F. C. Portugal | 1.ª           | 2020-21       | 34    | 0     | —          | —          | 1                   | 0                   | —                        | —                        | 35    | 0     |
| Boavista F. C. Portugal | Total club    | Total club    | 34    | 0     | 0          | 0          | 1                   | 0                   | 0                        | 0                        | 35    | 0     |
| Lille O. S. C. "II" Francia | 5.ª           | 2021-22       | 1     | 0     | —          | —          | —                   | —                   | —                        | —                        | 1     | 0     |
| Lille O. S. C. "II" Francia | Total club    | Total club    | 2     | 0     | 0          | 0          | 0                   | 0                   | 0                        | 0                        | 2     | 0     |
| Lille O. S. C. Francia | 1.ª           | 2021-22       | 17    | 0     | —          | —          | 1                   | 0                   | 2                        | 0                        | 20    | 0     |
| Lille O. S. C. Francia | 1.ª           | 2022-23       | 6     | 0     | —          | —          | 0                   | 0                   | —                        | —                        | 6     | 0     |
| Lille O. S. C. Francia | Total club    | Total club    | 23    | 0     | 0          | 0          | 4                   | 0                   | 3                        | 0                        | 30    | 0     |
| C. R. Vasco da Gama · Brasil | 1.ª           | 2023          | 38    | 0     | 7          | 0          | 2                   | 0                   | —                        | —                        | 47    | 0     |
| C. R. Vasco da Gama · Brasil | 1.ª           | 2024          | 38    | 0     | 11         | 0          | 10                  | 0                   | —                        | —                        | 59    | 0     |
| C. R. Vasco da Gama · Brasil | Total club    | Total club    | 76    | 0     | 18         | 0          | 12                  | 0                   | 0                        | 0                        | 106   | 0     |
| Total carrera | Total carrera | Total carrera | 176   | 0     | 22         | 0          | 23                  | 0                   | 3                        | 0                        | 224   | 0     |
| (1) Incluye datos del Campeonato Gaúcho, Campeonato Carioca y Primera Liga de Brasil. (2) Incluye datos de la Copa de Brasil, la Copa de Portugal, la Copa de la Liga de Portugal, la Copa de la Liga de Francia y la Supercopa de Francia. (3) Incluye datos de la Liga de Campeones de la UEFA. |               |               |       |       |            |            |                     |                     |                          |                          |       |       |

## Palmarés

### Títulos nacionales
| Título               | Club              | País    | Año  |
| -------------------- | ----------------- | ------- | ---- |
| Copa de Brasil       | Grêmio F-B. P. A. | Brasil  | 2016 |
| Campeonato Gaúcho    | Grêmio F-B. P. A. | Brasil  | 2018 |
| Supercopa de Francia | Lille O. S. C.    | Francia | 2021 |

### Títulos internacionales
| Título              | Club              | Continente | Año  |
| ------------------- | ----------------- | ---------- | ---- |
| Copa Libertadores   | Grêmio F-B. P. A. | Sudamérica | 2017 |
| Recopa Sudamericana | Grêmio F-B. P. A. | Sudamérica | 2018 |